# Bresnice
Bresnice war eine altsorbische Siedlung, die nach der slawischen Landnahme durch die Nisaner im 7. Jahrhundert südlich der Eisernen Furt entstand, einer vorgeschichtlichen recht sicheren Furt durch die Elbe.
Bresnice (das heutige Briesnitz) ist eine Ableitung vom sorbischen Breźnica und bedeutet „Birkenwald“ oder „Birkenort“, historisch in der Romantik auch mit „Birkenheim“ übersetzt.
Der Ort war der Überlieferung nach der slawischen Gottheit Святовит (Swantewit) geheiligt. Als weibliches Pendant zu Swantewit verehrten die Elbsorben in Bresnice die Göttin Briesczecz, die Birkengöttin, welcher heilige Birkenhaine angelegt wurden. Der Birkensaft dieser Haine galt als wundertätig, die Birkenrinde diente den Sorben als Schreibmaterial für heilige Texte. Nach dieser Göttin wurden auch Toponyme benannt, erhalten hat sich im Gau Nisan die Benennung der Prießnitz.
Spätestens im 9. Jahrhundert wurde die Furt mit einer Wallburg aus Lehm und Holz geschützt. Um diese Burg Bresnice entstand die sorbische Supanie Bresnice (nach anderer Meinung ist die Supanie Bresnice älter als die Burg). Sie schützte auch gleichzeitig das Swantewit-Heiligtum.
In dieser Burg entstand nach dem Vorbild anderer böhmischer Gründungen eine hölzerne, um 880 erbaute Marienkirche (nach heutigem Verständnis eher eine Marienkapelle). Mit dieser der Überlieferung nach durch Method von Saloniki geweihten Marienkirche wurde zeittypisch das slawische Heiligtum des vierköpfigen Hauptgottes und Orakelspenders Святовит (Swantewit) überbaut. Eine erste Marienkirche in Prag stiftete Bořivoj I. auf Grund eines Gelübdes, welches er als Glaubensverfolgter im damals sicheren Mähren ablegte. František Pubitschka datierte diese Stiftung auf das Jahr 877, bei einer Spätdatierung der Taufe Böhmens in das Jahr 883 kommen nur noch die Jahre 884 und 885 (bis zu Methods Tod) in Frage. Es sind eine Reihe weiterer Marien- oder Petruskirchen in dieser Zeit entstanden, so in Tachau (dem späteren Görlitz) eine Petruskirche und in der Burg Gana eine Marienkirche. Diese Entwicklung ist ein Hinweis auf ein antifränkisches Bündnis unter christlichem Vorzeichen, auch um einer Eroberung unter dem Vorwand der Christianisierung zu entgegnen. Bereits 845 hatten sich 14 böhmische Fürsten in Regensburg taufen lassen, wobei diese Bindung an das ostfränkische Reich und damit an die lateinische Kirche in den nächsten Jahrzehnten wieder verlorenging und die Böhmen sich an der slawischen Mission von Kyrill und Method orientierten. Auch die Hochzeit von Bořivoj I. mit Ludmilla (wahrscheinlich 874) wird als mögliche Bekräftigung eines antifränkischen Bündnisses bewertet. Ludmilla war die Tochter des slawischen Fürsten Slavibor von den Pschowanen oder von den Milzenern.
Nach anderer Ansicht sind diese christlichen Kirchen im sorbischen Raum nach böhmischem Vorbild ein Ausgreifen des Machtbereichs der Böhmen nach Norden in dieser Zeit. Dies ist nicht unumstritten, unterstellten sich doch die Böhmen und Sorben in der Schwächephase des Altmährischen Reiches nach dem Tode Svatopluks I. (894) getrennt dem ostfränkischen Reich: 895 die Böhmen und erst 897 die Sorben. Wahrscheinlicher ist ein Bündnis zwar nicht unter Gleichen, aber doch autarker Stämme, wenngleich unter böhmischer Dominanz. Nisan und damit Bresnice dürften dabei aber infolge der räumlichen Nähe zu Böhmen sowie der sehr ungleichen Machtverhältnisse eine Ausnahme gebildet haben. Der Bayerische Geograph erwähnt am Ausgang des 9. Jahrhunderts Nisan zwischen Taleminzien und Böhmen gar nicht, die altsorbischen Quellen rechnen zu dieser Zeit bereits nach den Herrschaftsjahren der böhmischen Herzöge. Nach weiterer Meinung war Borivoj I. von Böhmen spätestens seit seiner Taufe, wenn nicht gar seit seinem Herrschaftsantritt ein Abhängiger Svatopluks I. von Mähren, so dass die christlich orientierte westslawische Bündnispolitik und die Kirchengründungen im Grunde genommen eine altmährische Strategie darstellten. Spätestens 890 übernahm Svatopluk I. dann die direkte Kontrolle über Böhmen, und die Sorben gerieten in seinen direkten Einflussbereich (nach anderer Meinung: gehörten dem altmährischen Reich an). Nisan war zu diesem Zeitpunkt bereits in Böhmen aufgegangen (möglicherweise seit [vor] 845 durchgehend).
Im Jahre 990 begann die aus Krakau umgesiedelte Böhmische Akademie in Bresnice mit dem Neuaufbau als böhmische Akademie Nisan. Die Akademie Krakau war die westslawische Nachfolgeeinrichtung der 886 zerstörten (Alt-)Mährischen Akademie, welche wahrscheinlich archäologisch in der Burg Devín (Bratislava) nachgewiesen wurde (vgl. auch Kyrill von Saloniki). Andere altmährische Glaubensflüchtlinge errichteten 886 bei den Südslawen die bulgarischen Schulen von Pliska (893 mit der ganzen Hauptstadt nach Weliki Preslaw verlegt, vgl. Schule von Preslaw) und von Devol (vgl. Schule von Devol, 893 verlegt nach Ohrid, vgl. Schule von Ohrid). Von den Bulgaren wurden sehr viele der slawischen Priester aus der Sklaverei von den Moslemen freigekauft, in welche sie durch den Einfluss der römisch-katholischen Kirche verkauft worden waren. Viele hatten die Vertreibung mitten im Winter nicht überlebt. Auch nach der Einnahme Wislaniens mit Krakau durch die seit 966 (nach anderer Meinung 960) lateinisch gewordenen Polanen gelang nur ein verschwindend kleiner Teil der slawischen Priester, Hymnographen und Ikonographen die Flucht. Der Überlieferung nach nahmen diese die Warnung durch eine Sonnenfinsternis ernst, während die anderen in die Sklaverei verkauft wurden. Über die Verkauften schweigen im Gegensatz zu den Ereignissen nach 886 auch die slawischen Quellen. Sie werden den Tod in der Fremde gefunden haben, zeittypisch wahrscheinlich überwiegend im damals mächtigen Kalifat von Córdoba. 990 war ein letzter Versuch von Boleslav II. von Böhmen gescheitert, sich mit Unterstützung der Sorben gegen die Deutschen und die mit ihnen verbündeten Polen seines Schwagers Mieszko I. zu erheben. Böhmen verlor nicht nur Wislanien mit Krakau, sondern auch noch Schlesien an Polen.
In die Zeit noch vor der Jahrtausendwende werden auch die ersten christlichen Bestattungen auf dem Friedhof in Bresnice datiert, wobei hier die Angabe 10. Jahrhundert noch deutlich weiter zurückreichen könnte und auch zu beachten ist, dass die allerersten Gräber womöglich später überlagert und zerstört worden sind. Die Bestattungen erfolgten in gestreckter Rückenlage in streng westöstlicher Richtung mit dem Blick nach Osten, in manchen Gräbern wurden – wie beim frühen Frauenkirchfriedhof – slawische Schläfenringe als Grabbeigaben gefunden. In einem Falle trug die Grabplatte ein herausmodelliertes Kreuz.
Um die Jahrtausendwende erfolgte ein weiterer Ausbau des Burgwalles der Spornburg Bresnice, vielleicht ein Hinweis auf die Konflikte nach dem Tod von Kaiser Otto III. am 23. oder 24. Januar 1002 in Castel Paterno bei Faleria (Italien) einschließlich der existentiellen Bedrohung Böhmens, welches 1003/1004 von den Polen besetzt wurde. 1004 zog König Heinrich II. als angebliches Ablenkungsmanöver Schiffe in Nisani an der Elbe zusammen, womöglich im Hafen von Nisan, nach anderer Ansicht in Neußen bei Belgern.
Auf die Jahrtausendwende werden auch die Fundamente eines halbrunden Chorabschlusses der Marienkirche datiert, möglicherweise ein Hinweis auf einen ersten Steinbau innerhalb der Burg. In Krakau wurden bereits vor der Eroberung durch die Polanen erste christliche Steinbauten errichtet. Diese Technik könnte von dort übernommen worden sein. Die Marienkirche Bresnice war demzufolge die erste Steinkirche Nisans und mit Sicherheit damals auch die bedeutendste und größte Kirche in diesem Gau.
Im September 1017 wurde Bresnice von den Truppen König Heinrich II. (des Heiligen) dem Erdboden gleichgemacht, alle Gefangenen wurden getötet. Die zu diesem Zeitpunkt mit dem christlichen Kaiser gegen den christlichen polnischen (späteren) König Bolesław I Chrobry verbündeten heidnischen Liutizen nahmen nicht an der Verwüstung Nisans teil, weil sie einen alten Freundschaftsvertrag mit den Nisanern hatten (nach anderer Meinung hatten die Liutizen Heinrichs Heer bereits verlassen, weil ein als Feldzeichen mitgeführtes Bild ihrer Göttin von einem Deutschen durch Steinwurf beschädigt worden war. Der Kaiser entschädigt sie mit 12 Pfund). Es gibt auch die Ansicht, das Heinrich Nisan nicht bereits bei seinem Durchzug von Böhmen nach Meißen verwüstet habe, sondern erst nach dem 19. September 1017, als die Polen auf Befehl ihres Herzogs Boleslaw in das Gebiet zwischen Elbe und Mulde eindrangen, das Land verwüsteten und mit mehr als 1000 gefangenen Hörigen abzogen. Wahrscheinlicher ist allerdings, dass der Verwüstungsfeldzug der Polen in Daleminzien eine Reaktion auf die Verwüstungen in Nisan war.
Die Akademie Nisan wurde danach an den Hafen von Nisan verlegt und zwei Jahre nach dem Frieden von 1018 die dortige Marienkirche zeittypisch ab dem Frühjahr als Holzkirche errichtet und am 8. September 1020 geweiht.
Burg und Kirche von Bresnice wurden wieder aufgebaut, zunächst wohl auf die Schnelle ebenfalls in Holz, vor der Mitte des 11. Jahrhunderts dann die Kirche wieder in Stein mit einem Rechteckchor als Erweiterung des halbrunden Chorabschlusses. Die Datierungen der steinernen Fundamente sind allerdings zu ungenau, um sie historisch konkreter einordnen zu können. So wäre ein Bau beider steinerner Fundamente auch nach der Zerstörung von 1017 möglich.
Angeblich Ende 1139 beantragt das Hochstift Meißen eine Bestätigung von Besitz durch den Papst Innozenz II., welche mit Papsturkunde vom 27. Februar 1140 auch gewährt wurde. Erst am 29. Oktober 1131 hatte Innozenz II. der Stiftskirche alle Rechte und Güter, welche dieselbe besitzt oder künftig besitzt bestätigt. Bis Ende 1139 hatte sich die Situation für das Bistum Meißen (Nisan betreffend) offenbar grundlegend gewandelt. Da diese Papsturkunde lediglich durch das Stiftsarchiv Meißen überliefert ist, aus dem auch umfangreiche Fälschungskomplexe auf das 10. und 11. Jahrhundert gefertigt stammen, ist auch diese Urkunde von 1140 nicht frei von Zweifeln. Sie könnte auch erst 1143/44 gefertigt worden sein, um dem Hochstift Meißen in der Auseinandersetzung mit dem Markgrafen von Meißen um Besitz, Recht und Einfluss in Nisan Vorteile zu verschaffen.
Diese Meinungsverschiedenheit, die zwischen Meinward, dem verehrten Meißner Bischof, und Konrad, unserem treuen und hochangesehenen Markgrafen bestanden, wurden durch König Konrad III. mit einer Königsurkunde von 1144 sehr zum Vorteil des Bistums Meißen entschieden. Mit entscheidend war wohl auch ein Fälschungskomplex auf die Jahre 1071 (mit zwei Diplomen) und 1091, wobei zu angeblich 1071 auch Bresnice erwähnt wurde. Die Papsturkunde von 1140 erwähnt ein Wirnotine (die Wüstung Wernten) in burcwardo Bresnice. Der Gau Nisan war 1142 vom böhmischen Herzog an den deutschen König übergegangen und 1143 an den Meißner Markgrafen verlehnt worden. Innozenz II. war am 24. September 1143 in Rom verstorben.
Nach anderer Meinung beweist die Erwähnung der Ortschaft Hermanni villa (Hermsdorf) in der Papsturkunde von 1140, dass diese noch wesentlich später gefälscht sein muss. Während einige Historiker diesen Ort als Beweis für einen deutschen Landesausbau bereits vor 1139/1140 sehen, bewerten andere Historiker die Erwähnung dieses Ortes in dem Diplom von 1140 als ahistorisch und somit eher als einen Beweis dafür, dass auch diese Papsturkunde von den Meißner Bischöfen (mindestens Jahrzehnte später) gefälscht wurde und damit auch nicht dem Streit von 1144 zuzuordnen wäre. Ein weiterer Fälschungskomplex mit auf das 10. Jahrhundert gefertigten Grenzurkunden des Bistums Meißen entstand 1250.